# Jimmy Kimmel
Pour les articles homonymes, voir Kimmel (homonymie).
James Christian Kimmel, dit Jimmy Kimmel, né le 13 novembre 1967 à Brooklyn (New York), est un acteur, humoriste, producteur et animateur de télévision américain naturalisé italien. 
Il est le créateur et l'animateur de Jimmy Kimmel Live!, une émission nocturne dite de « late-night show » diffusée quotidiennement sur le réseau de télévision ABC. Avant son passage sur ABC, il a coanimé sur la chaîne de télévision humoristique Comedy Central les émissions The Man Show et Win Ben Stein's Money.
Jimmy Kimmel produit également des émissions de télévision, parmi lesquelles Crank Yankers, Sports Show with Norm Macdonald ou The Andy Milonakis Show.
Jimmy Kimmel inaugure son étoile sur le Walk of Fame de Hollywood le 25 janvier 2013.
Il présente la 96e cérémonie des Oscars le 10 mars 2024.

## Biographie
Jimmy Kimmel est né en 1967 à New York. Sa mère est femme au foyer et son père est un employé chez IBM. Durant ses études à l'université, il anime des émissions de radio aux côtés de Kent Voss sur KZOK-FM.
Il est recruté par la chaîne américaine Comedy central, en 1997, où il présente le jeu Win Ben Stein’s Money.
L'animateur commence à présenter l'émission Jimmy Kimmel Live! en 2003 sur ABC.
En 2019, il devient maire honoraire de Dildo (Terre-Neuve-et-Labrador).
Le 10 mars 2024, il présente la 96e cérémonie des Oscars. Lors de l'événement, il est critiqué par Donald Trump qui se plaint de sa prestation sur Truth Social, message auquel il répond en direct en demandant pourquoi celui-ci n'est pas en prison. Il attaque également Gérard Depardieu en comparant sa prestation à celle du chien d'Anatomie d'une chute.

### Vie privée
Le 1er juin 1988, à l'âge de 20 ans, Jimmy Kimmel épouse Gina Maddy, alors âgée de 23 ans. Ensemble, ils ont eu deux enfants ; Katherine (née le 28 août 1991), et Kevin (né le 16 septembre 1993). Au bout de quinze ans de mariage, Jimmy et Gina divorcent en juin 2003.
Jimmy fréquente l'actrice Sarah Silverman, de septembre 2002 à juillet 2008.
Depuis octobre 2009, Jimmy est en couple avec Molly McNearney, l'une des productrices de Jimmy Kimmel Live!. Après s'être fiancés en août 2012, ils se marient le 13 juillet 2013. Ensemble, ils ont deux enfants : Jane (née le 10 juillet 2014) et William John (né le 21 avril 2017).
En août 2025, craignant la seconde présidence de Donald Trump, il obtient la nationalité italienne dans le but de se réfugier en Italie au cas où l'autoritarisme s'installerait aux États-Unis sous Donald Trump. 

## Filmographie
Sauf indication contraire, les informations mentionnées dans cette section peuvent être confirmées par la base de données cinématographiques IMDb,  présente dans la section « Liens externes ».

### Dans son propre rôle
Jimmy Kimmel interprète son propre rôle dans diverses fictions :
- 2008 : Hellboy 2
- 2012 puis 2015 : Scandal (série télévisée)
- 2015 : Pitch Perfect 2
- 2017 puis 2024 : Larry et son nombril (série télévisée)
- 2017 : La Vie, ma vie
- 2017 : Sandy Wexler
- 2020 : clip de la chanson After Hours de The Weeknd
- 2020 : A Million Little Things (série télévisée) - saison 2, épisode 15 (voix seulement)

### Autres personnages
Jimmy Kimmel a également interprété des personnages fictifs, essentiellement comme doubleur :
- 2002 :  La Planète au trésor : Un nouvel univers : voix additionnelles (voix originale)
- 2002 à 2022 : Crank Yankers (émission humoristique) : divers personnages (voix originale des marionnettes)
- 2004 : Garfield : Spanky, un chien de la fourrière (voix originale)
- 2013 : Les Schtroumpfs 2 : le Schtroumpf à lunettes (voix originale)
- 2015 : The Heyday of the Insensitive Bastards (en), segment Miss Famous : Mr Chipmunk
- 2017 : Baby Boss : Ted Templeton, le père (voix originale)
- 2018 : Teen Titans Go! to the Movies : Batman (voix originale)
- 2018 : Man of the House (téléfilm) : le narrateur (voix originale)
- 2021 : Baby Boss 2 : Une affaire de famille :  Ted Templeton, le grand-père (voix originale)
- 2021 : La Pat' Patrouille, le film : Marty Muckracker (voix originale)